# New Love (Silk City)
New Love è un singolo del duo musicale anglo-statunitense Silk City, pubblicato il 21 gennaio 2021 sulle etichette Columbia Records e Sony Music UK.
Il brano vede la partecipazione della cantante britannica Ellie Goulding.

## Descrizione
New Love, che ha segnato il ritorno musicale del duo in oltre due anni, vede la partecipazione vocale della cantante britannica Ellie Goulding ed è stato descritto come un brano dance e house.

## Video musicale
Il video musicale, reso disponibile in concomitanza con l'uscita del brano, è stato diretto da Ana Sting.

## Tracce
Testi e musiche di Mark Ronson, Thomas Wesley Plentz, Clément Picard, Ellie Goulding, Maxime Picard e Steve McCutcheon.
1. New Love (feat. Ellie Goulding) – 3:10

## Formazione
- Silk City – produzione
- Ellie Goulding – voce
- Alex Metric – produzione
- Picard Brothers – produzione
- Riton – produzione

## Classifiche
| Classifica (2021) | Posizione massima |
| ----------------- | ----------------- |
| Belgio (Fiandre)  | 80                |
| Croazia           | 38                |
| Irlanda           | 81                |
| Regno Unito       | 65                |